# Palaquium zeylanicum
Espèce
Statut de conservation UICN

 VU D2 : Vulnérable
Palaquium zeylanicum est une espèce de plantes à fleurs de la famille des Sapotaceae.

## Publication originale
- Kew Bulletin 48(2): 342. 1993.